# ヒステリック・グラマー

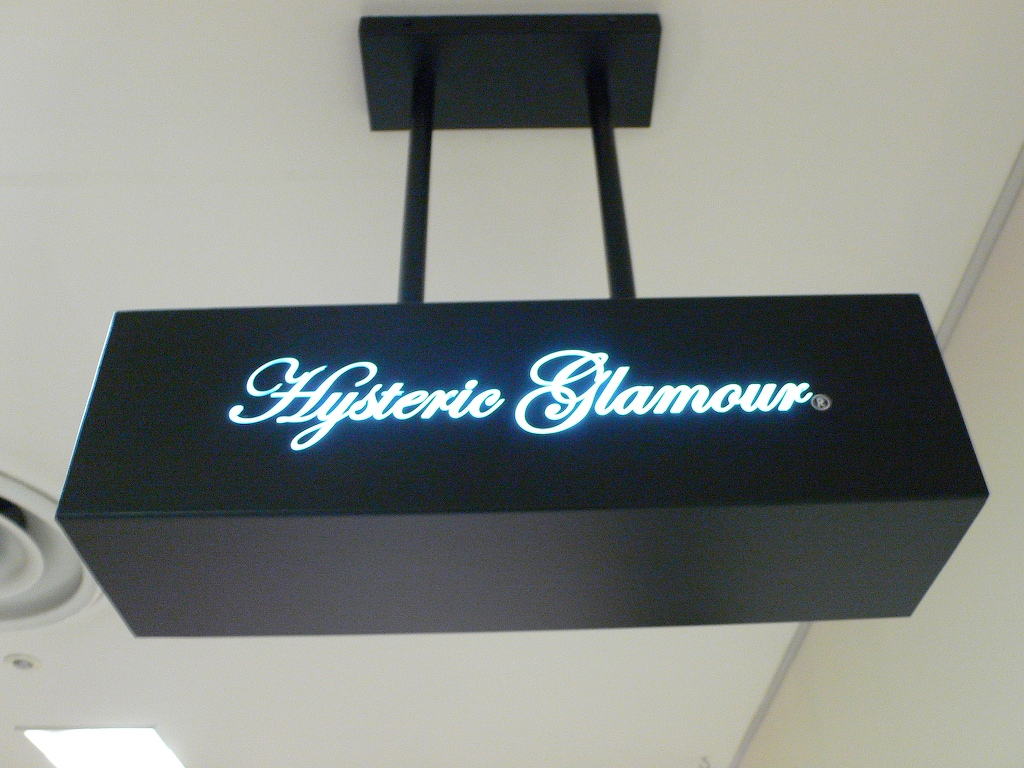
原宿直営店の看板

ヒステリックグラマーは、株式会社オゾンコミュニティにより運営されているファッションブランド。1984年、北村信彦により設立。1986年、原宿に直営店をオープンし、1991年、ロンドンで「HYSTERIC GLAMOUR UK」の生産を開始、1998年には「HYSTERIC GLAMOUR USA」を設立。99年、香港にオンリーショップをオープンしている。

## 概要
デニム、ミリタリー、ワーク、アウトドアを核とし、アメリカンカジュアルをベースとしたアイテムを発表している。また、1960〜80年代のロックミュージックやアート、ポップカルチャーの要素も取り入れており、アンディ・ウォーホルとのコラボレーションを行ったことでも知られている。
トレードマークは、セクシーな美女や熊のキャラクターである"HYSTERIC BEAR"(ヒステリック・ベア)など。

## 主なブランドライン
Hysteric Glamour（ヒステリック・グラマー）
- メンズ、レディースライン

Hysteric Mini（ヒステリック・ミニ）
- キッズライン

Hysterics（ヒステリックス）
- レディースのハイエンドライン

ヒステリックglamor